# Мартин, Дэниэл
Дэниэл Мартин (англ. Daniel Martin; род. 20 апреля 1986, Бирмингем) — ирландский профессиональный шоссейный велогонщик, выступающий за команду Omega Pharma-Quick Step. Победитель этапов Вуэльты, Тур де Франс и Джиро д’Италия.

## Карьера
В 2004 году Мартин стал чемпионом Великобритании в групповой гонке в возрастной категории U18, а два года спустя он принял решение выступать за Ирландию. Отец Дэниэла — Нил Мартин также был профессиональным велогонщиком, который принимал участие в Олимпийских играх, а мать Мария — сестра легендарного ирландского гонщика Стивена Роуча, победителя Тур де Франс и чемпиона мира.
В 2008 году он подписал контракт с командой Garmin-Sharp и стал чемпионом Ирландии в групповой гонке, а также стал четвёртым в общем зачете Тура Британии. Год спустя на Вуэльте Каталонии ирландец стал вторым, уступив 15 секунд Алехандро Вальверде. В сентябре он дебютировал на Вуэльте, которую он закончил на итоговой 53-й позиции.
В 2010 году Мартин впервые победил на гонке мирового Тура, выиграв Тур Польши, а под занавес сезона выиграл Кубок Японии.
Следующий год стал для ирландца ещё успешнее — на Вуэльте Каталонии он в очередной раз стал вторым в общем зачете, выиграл Джиро Тосканы, а также выиграл тяжелый горный этап Вуэльты-2011, который финишировал на вершине подъема Ла Коватилья. В завершении столь удачного сезона Мартин занял второе место на Джиро Ломбардии.
В 2012 году ирландец показал высокие результаты на весенних классиках (6-е место на Флеш Валонь и пятое на Льеж-Бастонь-Льеж), дебютировал на Тур де Франс и на Олимпиаде, групповую гонку на которой он закончил 90-м.
В 2013 году Мартин смог выиграть Вуэльту Каталонии, победив в одиночном отрыве на горном этапе, а спустя месяц выиграл старейшую классическую гонку — Льеж-Бастонь-Льеж, обойдя на последнем километре испанца Хоакима Родригеса из «Катюши». 7 июля, на девятом этапе Тур де Франс Мартин одержал победу, выиграв спринт из позднего отрыва вдвоём у датчанина Якоба Фульсанга из «Астаны».

## Победы
2004
1-й — Чемпионат Великобритании на шоссе среди Ю-18
2006
2-й — Чемпионат Ирландии среди Ю-23
2007
Джиро дель Валле-д’Аоста
1-й  Очковая классификация
1-й на этапе 2
2008
1-й — Route du Sud
1-й —  Чемпионат Ирландии на шоссе
1-й —  Чемпионат Ирландии на шоссе среди Ю-23
4-й — Тур Британии
2009
2-й — Вуэльта Каталонии
3-й — Тур Средиземноморья
1-й  Молодёжная классификация
2010
1-й — Три варезенские долины
1-й  — Тур Польши
1-й на этапе 5
1-й — Кубок Японии
2-й — Джиро дель Эмилия
3-й — Brixia Tour
3-й — Чемпионат Ирландии на шоссе
2011
1-й — Джиро дель Тоскана
1-й на этапе 9 — Вуэльта Испании
2-й — Тур Польши
1-й на этапе 6
2-й — Джиро ди Ломбардия
2-й — Чемпионат Ирландии на шоссе
3-й — Вуэльта Каталонии
3-й — Мемориал Марко Пантани
2012
2-й — Кубок Японии
4-й — Тур Пекина
1-й  Горной классификация
4-й — Вуэльта Каталонии
5-й — Льеж — Бастонь — Льеж
6-й — Флеш Валонь
2013
1-й  — Вуэльта Каталонии
1-й на этапе 4
1-й — Льеж — Бастонь — Льеж
1-й на этапе 9 — Тур де Франс
2-й — Тур Пекина
4-й — Джиро ди Ломбардия
4-й — Флеш Валонь
8-й — Тур Швейцарии
2014
1-й — Джиро ди Ломбардия
2-й — Тур Пекина
1-й на этапе 4
2-й — Флеш Валонь
3-й — Tour de l'Ain
7-й — Вуэльта Испании
2016
1-й на этапе 2 — Вуэльта Валенсии
3-й — Вуэльта Каталонии
1-й на этапе 3
3-й — Флеш Валонь
3-й — Критериум Дофине
9-й — Тур де Франс
10-й — Мировой тур UCI
2017
2-й — Льеж — Бастонь — Льеж
2-й — Флеш Валонь
3-й — Париж — Ницца
3-й — Критериум Дофине
5-й — Вуэльта Валенсии
6-й — Тур де Франс
6-й — Вольта Алгарви
1-й на этапе 2
6-й — Вуэльта Каталонии
8-й — Мировой тур UCI

## Выступления на Гранд-Турах
| Гонка           | 2009 | 2010 | 2011 | 2012 | 2013 | 2014 | 2015 | 2016 | 2017 |
| --------------- | ---- | ---- | ---- | ---- | ---- | ---- | ---- | ---- | ---- |
| Джиро д'Италия  | —    | 57   | —    | —    | —    | НФ   | —    | —    | —    |
| Тур де Франс    | —    | —    | —    | 35   | 33   | —    | 39   | 9    | 6    |
| Вуэльта Испании | 53   | —    | 13   | —    | сход | 6    | НФ   | —    | —    |

| —  | Не участвовал  |
| НФ | Не финишировал |